# Тролейбусний парк № 1 (Запоріжжя)
Тролейбусний парк № 1 — структурний підрозділ комунального підприємства «Запоріжелектротранс», розташований у Вознесенівському районі міста Запоріжжя.

## Тролейбуси

### Історія
1949 року було розпочато будівництво тролейбусної лінії довжиною 6 км від головної прохідної металургійного комбінату «Запоріжсталь» до Соцміста. З жовтня по грудень 1949 року було встановлено 480 опор і змонтовано 12 км контактної мережі за фінансовою підтримкою будівництва металургійного комбінату «Запоріжсталь».

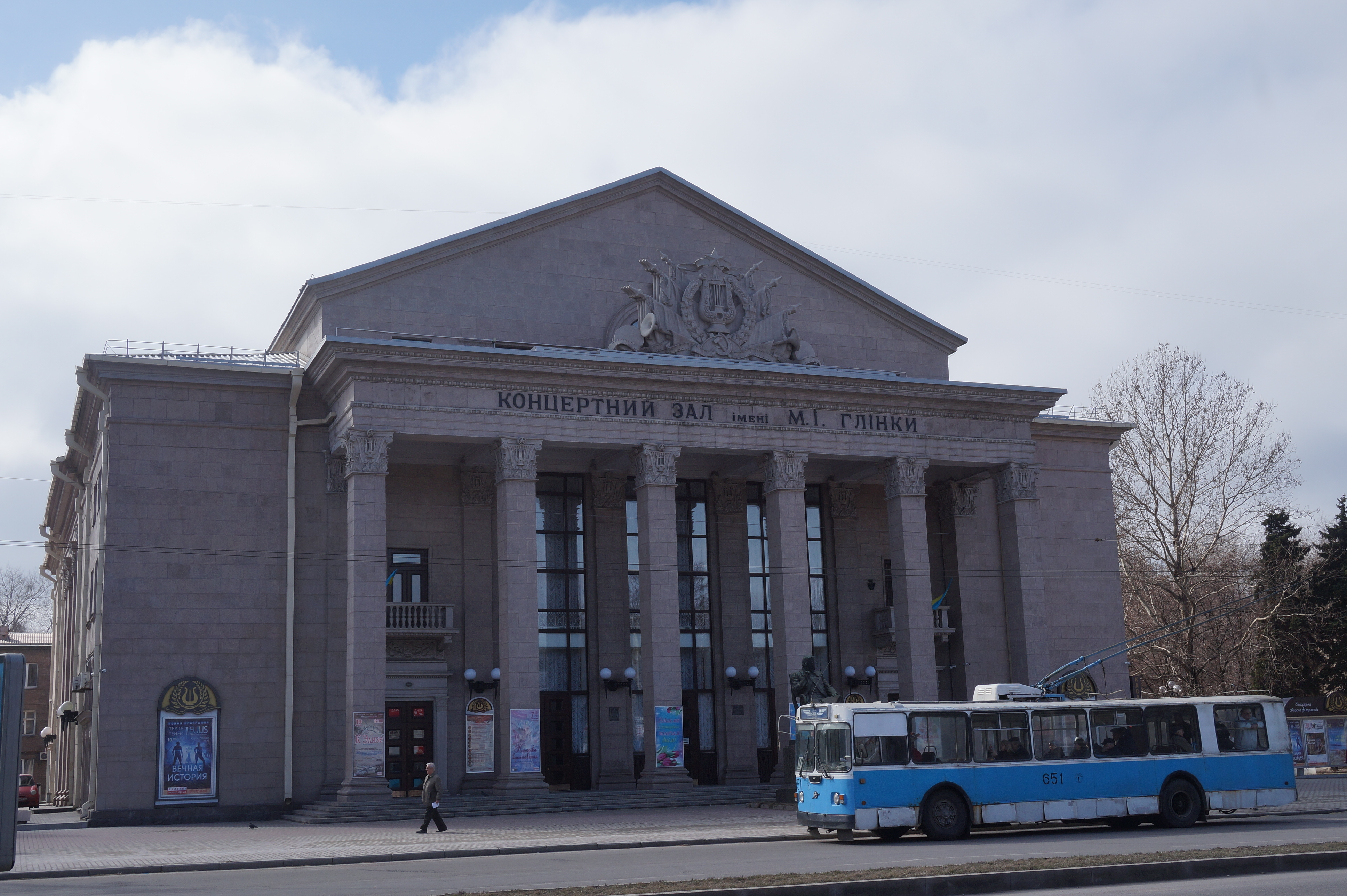
ЗіУ-682Г (№ 651) біля Концертного залу ім. Михайла Глінки

Перший тролейбусний парк знаходився на території комбінату «Запоріжсталь», що являв собою відкритий майданчик площею 300 м² та ангар, який зберігся і  донині, з єдиним токарним верстатом ДІП-200 та оглядовою канавою.
У серпні 1949 року до міста надійшли 6 нових тролейбусів МТБ-82, а 22 грудня 1949 року відбулося урочисте відкриття руху. Лінія розпочиналася біля головної прохідної «Запоріжсталі», проходила вздовж інших заводів в сторону Соцміста до проспекту Металургів. Щодня на лінію виходило чотири тролейбуси.
1 грудня 1953 року відкрито тролейбусний парк на Південному шосе в районі алюмінієвого комбінату на 25 машиномісць.
1964 року тролейбусний парк (нині — № 1) перебудовано на 75 машиномісць.

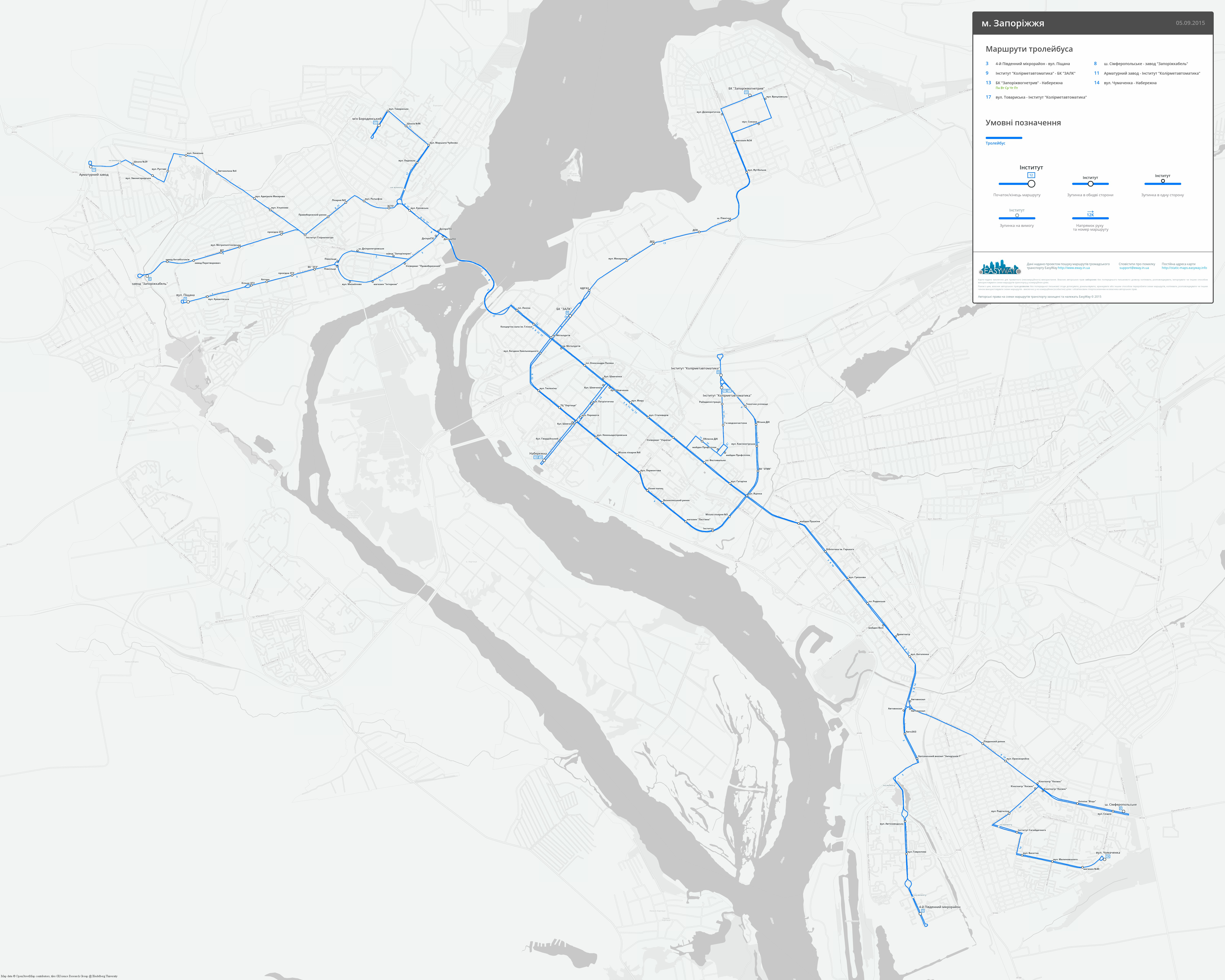
Схема тролейбусних маршрутів в місті Запоріжжя

У 1990 році до тролейбусного парку № 1 надійшли перші два зчленовані тролейбуси ЗіУ-683 (№ 629 та 631), а у 1991 році — ще дев'ять машин (№ 643, 645, 653, 681, 683, 685, 691, 693, 695) Усі списані у жовтні 2010 — січні 2014 роках.
1991 року Запоріжжя отримало першу партію нових тролейбусів ЗіУ-682Г. Друга партія таких же тролейбусів надійшла у 1992 році, поповнюючи парк № 1 на 20 машин, а парк № 2 — на 30 машин. 
У тролейбусному парку № 1 експлуатувались тролейбуси, доки не були передані до тролейбусного парку № 2:
- ЮМЗ Т2 (№ 001, 003, 005) — з квітня 2004 по 21 грудня 2012;
- ЛАЗ Е183 (№ 007, 009, 011, 015, 017, 019) — з 2006 по 22  липня 2012.

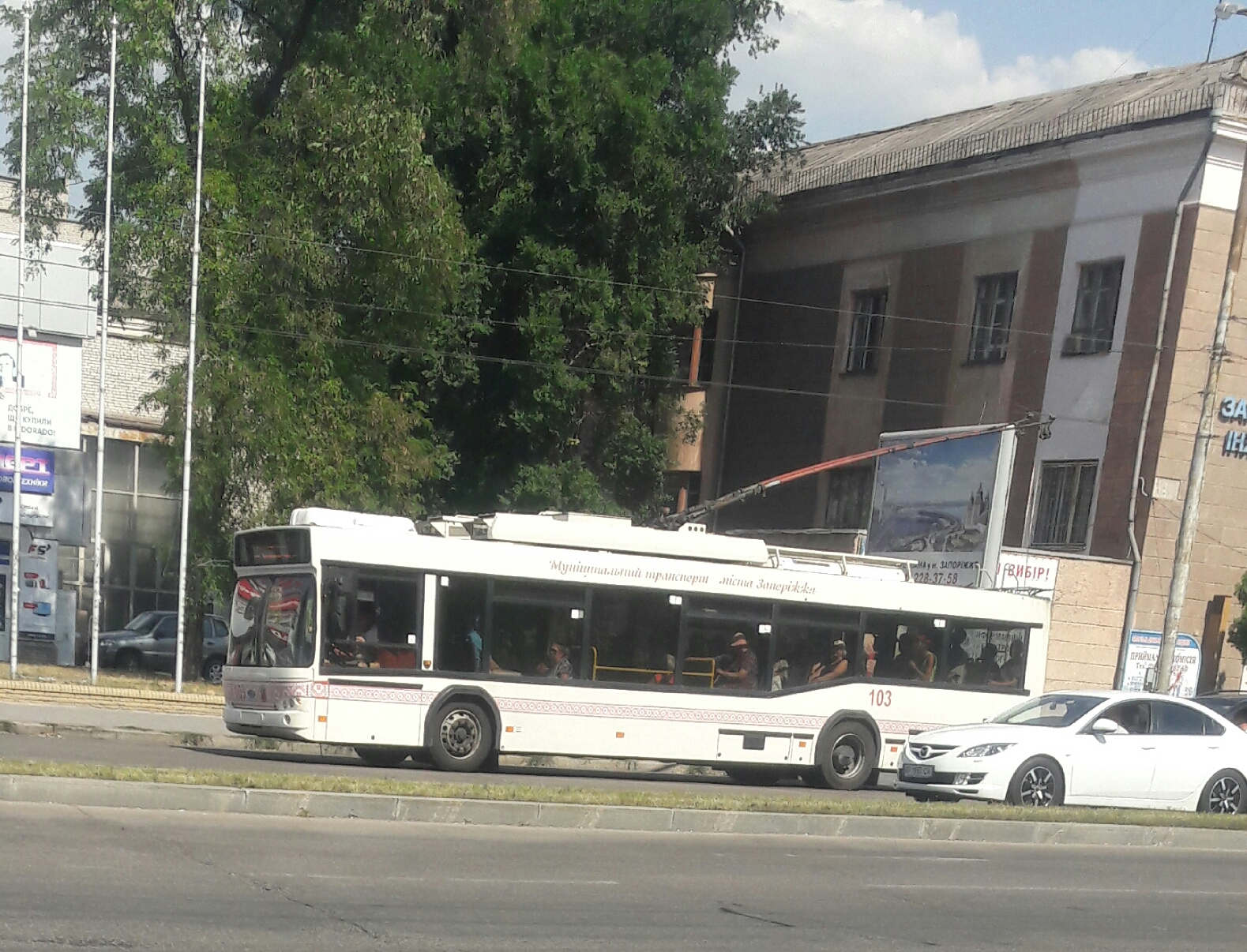
Дніпро Т103 на маршруті № 3

30 жовтня 2015 року на маршрути міста вийшли перші два низькопідлогових тролейбуса з кондиціонерами Дніпро Т103. До кінця 2015 року було придбано всього 6 нових тролейбусів цієї моделі (№ 101—106), які закріплені за маршрутом № 3.
26 жовтня 2016 року до парку надійшов перший тролейбус Škoda 14TrM (№ 107), 2 листопада 2016 року — другий (№ 108). До кінця 2016 року надійшли ще дві машини (№ 109, 110). Тролейбуси раніше експлуатувались в чеському місті Пльзень.

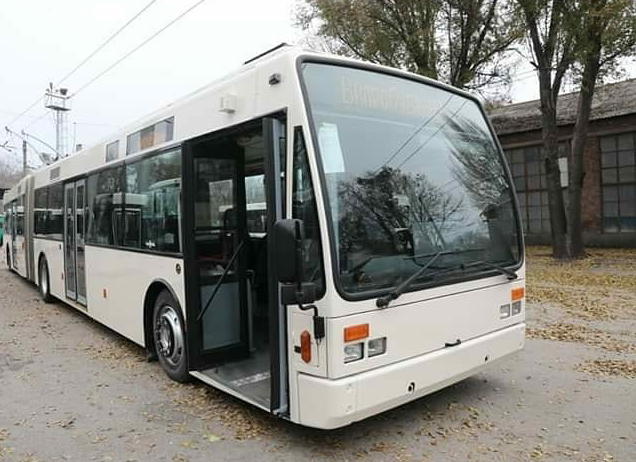
Перший тролейбус Van Hool AG 300T у Запоріжжі (з 11.11.2019)

11 та 14 листопада 2019 року до тролейбусного парку № 1 надійшли перші 2 тролейбуса Van Hool AG 300T (№ 121, 122), які раніше експлуатувалися у місті Арнем (Нідерланди). 19 листопада 2019 року перший Van Hool AG 300T (№ 121) розпочав роботу на маршруті № 3, а з 4 січня 2020 року — другий Van Hool AG 300T (№ 122). 19 червня 2020 року — третій Van Hool AG 300T (№ 123), у жовтні 2020 року — четвертий Van Hool AG 300T (№ 124).

### Маршрути
Раніше тролейбусний парк № 1 обслуговував маршрути № 1, 2, 4, 4А, 9А, 9Б, 10, 12, 18, 19, 22. 
Нині обслуговує лише маршрути № 3, 9, 11, 13, 17.
| Перелік маршрутів тролейбусного парку № 1 | Перелік маршрутів тролейбусного парку № 1 | Перелік маршрутів тролейбусного парку № 1 | Перелік маршрутів тролейбусного парку № 1                                                |
| №                                         | Початковий пункт                          | Кінцевий пункт                            | Примітки                                                                                 |
| ----------------------------------------- | ----------------------------------------- | ----------------------------------------- | ---------------------------------------------------------------------------------------- |
| 1                                         | Набережна                                 | Комбінат «Запоріжсталь»                   | Через проспект Металургів                                                                |
| 3                                         | Вулиця Піщана                             | 4-й Південний мікрорайон                  |                                                                                          |
| 4                                         | Набережна                                 | Комбінат «Запоріжсталь»                   | Через площу Профспілок                                                                   |
| 4А                                        | Річковий порт                             | Комбінат «Запоріжсталь»                   |                                                                                          |
| 9                                         | Палац культури «ЗАлК»                     | Вулиця Сєдова                             |                                                                                          |
| 9А                                        | Комбінат «Запоріжсталь»                   | Комбінат «Запоріжсталь»                   | Кільцевий, через проспект Металургів, вулицю Перемоги                                    |
| 9Б                                        | Комбінат «Запоріжсталь»                   | Комбінат «Запоріжсталь»                   | Кільцевий, через вулицю Перемоги, проспект Металургів                                    |
| 10                                        | Набережна                                 | Завод «Кремнійполімер»                    |                                                                                          |
| 11                                        | Вулиця Сєдова                             | Арматурний завод                          |                                                                                          |
| 12                                        | Вулиця Піщана                             | Арматурний завод                          |                                                                                          |
| 13                                        | Набережна                                 | БК «Запоріжвогнетрив»                     | З 19 січня 2021 року припинений рух тролейбусів за маршрутом № 13 на невизначений термін |
| 17                                        | Вулиця Сєдова                             | Бородінський мікрорайон                   |                                                                                          |
| 18                                        | Річковий порт                             | Бородінський мікрорайон                   |                                                                                          |
| 19                                        | Річковий порт                             | Арматурний завод                          |                                                                                          |
| 22                                        | Річковий порт                             | Вулиця Піщана                             |                                                                                          |

### Рухомий склад

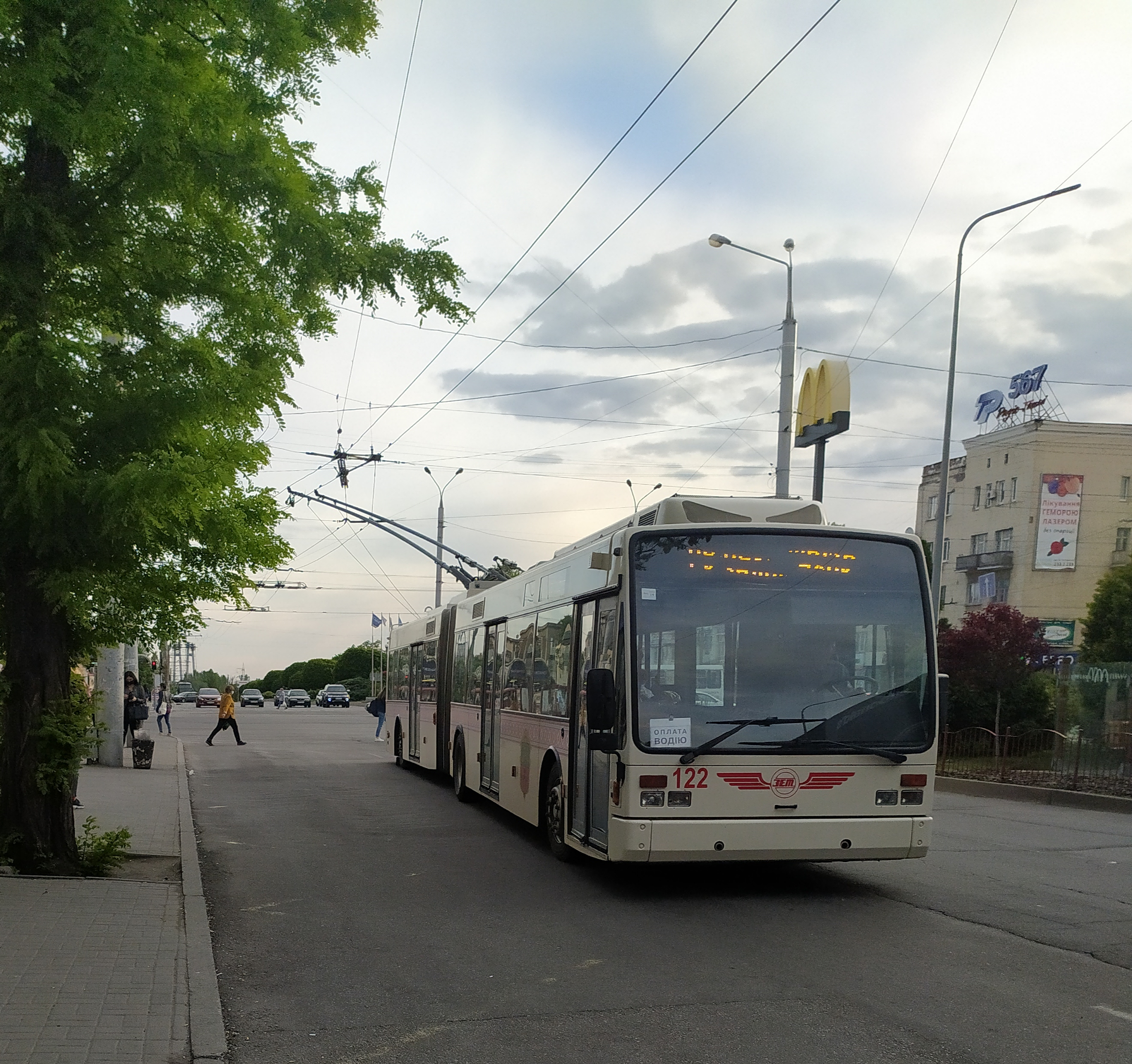
Другий тролейбус Van Hool AG 300T у Запоріжжі (з 14.11.2019)

Станом на 1 грудня 2017 року у тролейбусному парку № 1 налічується 38 пасажирських тролейбусів, з яких 21 — у робочому стані[джерело не вказане 769 днів].
Станом на березень 2019 року на балансі тролейбусного парку № 1 перебуває 22 пасажирських та 1 службовий тролейбусів.
З 28 листопада[джерело не вказане 779 днів] 2019 року змінена нумерація бортових номерів у двох тролейбусних парках. Перша цифра бортового номера означає, до якого парку належить тролейбус (до 2012 року на балансі тролейбусного парку № 1 перебували машини з непарними бортовими номерами, а у тролейбусного парку № 2 — машини з парними номерами):
- 1хх — парк № 1;
- 2хх — парк № 2.

| Пасажирський рухомий склад станом на березень 2021 року |         |                                       |                          | |
| Тип моделі                                              | Фото    | Кількість (всього / в робочому стані) | Рік початку експлуатації | Бортові номери (в дужках — нумерація до 27.11.2019[джерело не вказане 779 днів])                            |
| ЗіУ-682                                                 |         | 11/6                                  | 1973                     | 112 (554), 113 (565), 114 (568), 115 (628), 116 (633), 117 (641), 118 (660), 119 (687), 120 (697), 588, 669 |
| Дніпро Т103                                             |         | 6/6                                   | 2015                     | 101—106 |
| Škoda 14TrM                                             |         | 4/4                                   | 2016                     | 107—110 |
| Škoda 14Tr10/6                                          |         | 1/1                                   | 2018                     | 111 (050)                                                                                                   |
| Van Hool AG 300T                                        |         | 4/4                                   | 2019                     | 121—124 |
| ЮМЗ Т2                                                  |         | 2/2                                   | 2004                     | 126 (219), 127 (220)                                                                                        |
|                                                         | Всього: | 28/20                                 |                          | |

Останній службовий тролейбус КТГ-2 (№ С-13), що експлуатувався з 1972 року, виведений з експлуатації 9 листопада 2018 року та списаний у 2019 році.
У жовтні 2020 року два тролейбуси ЮМЗ Т2 (№ 219, 220) передані з тролейбусного парку № 2, які отримали бортові № 126 та 127 відповідно.

## Автобуси

### Історія
Станом на 1 грудня 2017 року у тролейбусному парку № 1 на балансі перебувало 16 пасажирських автобусів МАЗ-103, які працювали на міських маршрутах № 18 і № 38.
У серпні 2016 року КП «Запоріжелектротранс» придбало 10 нових трьохдверних частково низькопідлогових міських автобусів МАЗ-103.485 з дизельним двигуном загальною вартістю 31,37 млн грн.
11 листопада перші два автобуси надійшли до тролейбусного парку № 1.
20 грудня автобуси розпочали роботу на маршруті № 18.
28 листопада 2017 року до Запоріжжя надійшла чергова партія з 8 автобусів МАЗ-203.085 на умовах фінансового лізингу, до 17 грудня 2017 року ще 6 автобусів. Протягом січня-лютого 2018 року надійшли ще 21 автобуси даної моделі.
У лютому 2017 року керівництво КП «Запоріжелектротранс» пропонувала  перевести рухомий склад тролейбусів до тролейбусного парку № 2, а на базі тролейбусного  парка №  1 створити окремий автобусний парк «Запоріжелектротранс». Завдяки зверненням працівників парку № 1 до міської влади рухомий склад тролейбусів залишився на своїй території.
У зв'язку з придбанням міською владою великої партії муніципальних автобусів, було вирішено з 4 грудня 2017 року автобуси перевести на обслуговування до тролейбусного парку № 2. На теперішній час, все ж декілька автобусів залишають у тролейбусному парку № 1 на нічну розстановку, аби зранку вийти на маршрути у напрямку Бородінського, Осипенківського, Хортицького мікрорайонів та Заводського району[джерело не вказане 730 днів].

### Маршрути
Муніципальні автобуси ЗКПМЕТ «Запоріжелектротранс» обслуговують міські маршрути № 17, 18, 29, 34А, 38, 39, 56, 59, 72, 86, 94, 98.
| Перелік автобусних маршрутів КП «Запоріжелектротранс» |                                                       |                                                       |                |                                                             |
| №                                                     | Початковий пункт                                      | Кінцевий пункт                                        | Дата відкриття | Примітки                                                    |
| 17                                                    | Вокзал Запоріжжя I                                    | Арматурний завод                                      | 20.12.2017     | 26.04.2019 подовжено маршрут до 3-го Південного мікрорайону |
| 17                                                    | Проспект 40-річчя Перемоги (3-й Південний мікрорайон) | Арматурний завод                                      | 26.04.2019     | [ 27 ]                                                      |
| 18                                                    | 4-й Південний мікрорайон                              | Бородінський мікрорайон                               | 20.12.2016     | [ 28 ]                                                      |
| 29                                                    | 4-й Південний мікрорайон                              | Вулиця Глазунова                                      | 15.03.2019     | [ 29 ]                                                      |
| 34А                                                   | Станція «Фільтрова»                                   | ПрАТ «Запоріжвогнетрив»                               | 16.12.2019     | .                                                           |
| 38                                                    | Палац культури «ЗАлК»                                 | Вулиця Рубана (Хортицький район)                      | 2006           |                                                             |
| 39                                                    | Нікопольський поворот                                 | Майдан Університетський                               | 29.01.2019     | 25.03.2019 подовжено маршрут до вокзалу Запоріжжя II        |
| 39                                                    | Нікопольський поворот                                 | Вокзал Запоріжжя II                                   | 25.03.2019     |                                                             |
| 56                                                    | Комбінат «Запоріжсталь»                               | Центральна прохідна «Мотор Січ»                       | 06.04.2018     |                                                             |
| 59                                                    | Вулиця Чумаченка                                      | Набережна                                             | 22.06.2018     | [ 33 ] [ 34 ]                                               |
| 72                                                    | Бородінський мікрорайон                               | Вулиця Пархоменка                                     | 12.03.2018     | [ 35 ]                                                      |
| 86                                                    | Комбінат «Запоріжсталь»                               | Вулиця Футбольна                                      | 16.09.2019     | [ 36 ]                                                      |
| 94                                                    | Сімферопольське шосе                                  | Вулиця Богдана Завади                                 | 07.05.2019     | [ 37 ]                                                      |
| 98                                                    | Аеропорт                                              | Проспект 40-річчя Перемоги (3-й Південний мікрорайон) | 01.08.2020     | [ 38 ]                                                      |

### Рухомий склад
| Муніципальні автобуси «Запоріжелектротранс» |         |                                |                      | |
| Моделі                                      | Фото    | Кількість на 1 січня 2023 року | Початок експлуатації | Примітки                                                                                                   |
| МАЗ-103.062                                 |         | 6                              | 2006                 | У літній період перевозили пасажирів на присадібні ділянки. З 2006 до 2018 року обслуговували маршрут № 38 |
| МАЗ-103.485                                 |         | 10                             | 2016                 | |
| МАЗ-203.085                                 |         | 85                             | 2017                 | |
|                                             | Всього: | 101                            |                      | |

## Контакти
- Тролейбусний парк № 1, Південне шосе, 13, м. Запоріжжя.